# Ново мнозинство
Ново мнозинство (на словашки: Nová väčšina) (НОВА) е консервативна политическа партия в Словакия.

## История
Партията е създадена на 2 септември 2012 г. от Даниел Липшич и Яна Житнянска, напуснали Християндемократическото движение. През май 2013 г., петима депутати от „Свобода и солидарност“ се присъединяват към „Ново мнозинство“. Те представляват либералната фракция на партията.
На изборите за Европейски парламент през 2014 г., НОВА е на пето място, получавайки 6,83% от гласовете и един евродепутат.
На парламентарните избори през 2016 г. НОВА е в коалиция и обща листа с „Обикновени хора и независими личности“, като има представителство от двама депутати.